# Richlands (Karolina Północna)
Richlands – miasto w Stanach Zjednoczonych, w stanie Karolina Północna, w hrabstwie Onslow.